# Pradillo
Pradillo – stacja metra w Madrycie, na linii 12. Znajduje się w Móstoles i zlokalizowana jest pomiędzy stacjami Móstoles Central i Hospital de Móstoles. Została otwarta 11 kwietnia 2003 roku.